# Ransbach-Baumbach
Ransbach-Baumbach là một đô thị trong huyện Westerwald bang Rheinland-Pfalz thuộc nước Đức. Đô thị Ransbach-Baumbach có diện tích 12,14 km², dân số là 7368 người (31/12/2006).